# São João Batista, Maranhão
São João Batista este un oraș în unitatea federativă Maranhão (MA), Brazilia.